# 貝內西亞 (安蒂奧基亞省)
貝內西亞是哥倫比亞的城鎮，位於該國北部，由安蒂奧基亞省負責管轄，距離首府麥德林61公里，始建於1898年，面積141平方公里，海拔高度1,514米，2005年人口13,352。
5°55′N 75°45′W / 5.917°N 75.750°W